# Länscellfängelset i Malmö

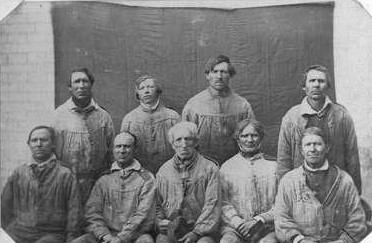
Interner 1861

Länscellfängelset i Malmö var ett fängelse i Malmö i Sverige, sedan cellsystemet slagit igenom på allvar i Sverige och övriga västvärlden under början-mitten av 1800-talet. Anläggningen bestod av flera byggnader. Länsfängelset utanför Malmöhus vallgrav hade 102 ljusa och 5 mörka celler, ritades av Carl Fredrik Hjelm. Det togs i bruk 1855. 1876 tillkom en byggnad på borggården med 137 celler och 304 logementsplatser. Fängelset var i drift fram till 1914 då det nya centralfängelset togs i bruk och internerna började överföras dit. Under tiden 1919–1921 tog man emellertid emot enstaka interner. Byggnaderna för centralfängelset revs 1933. Länsfängelsedelen användes som nödbostäder innan de revs 1927.